# Rudolf Kollath

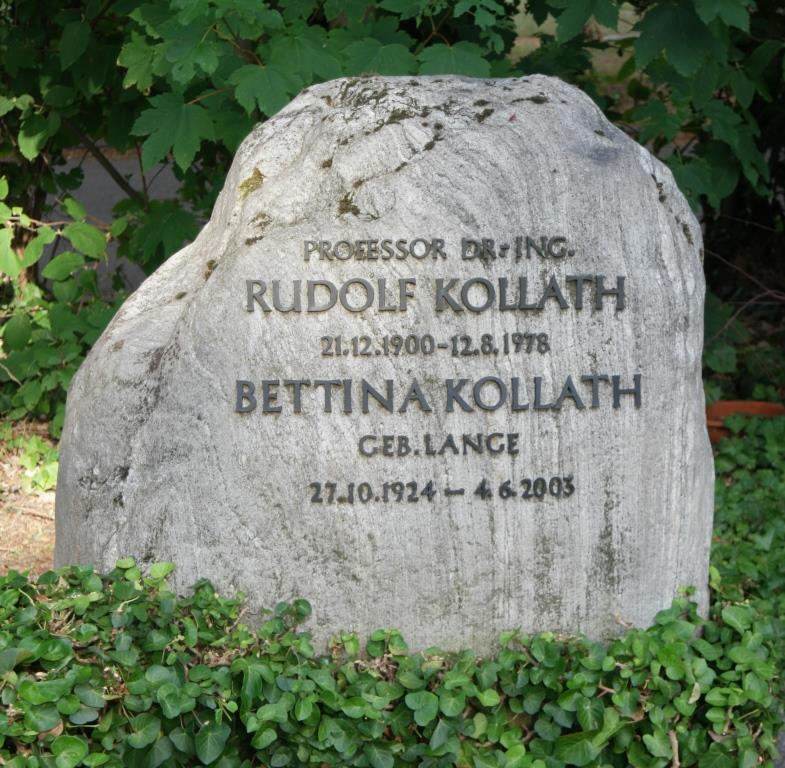
Grab von Rudolf Kollath auf dem Hauptfriedhof in Mainz

Rudolf Johannes Gustav Kollath (* 21. Dezember 1900 in Hohensalza; † 12. August 1978 in Mainz) war ein deutscher Experimentalphysiker und Professor an der Universität Mainz.

## Leben
Kollath war der Sohn des Bürgermeisters in Hohensalza und studierte nach dem Abitur 1918 zunächst Architektur und dann Physik bei Carl Ramsauer an der Technischen Hochschule Danzig.
1928 promovierte er bei Ramsauer (Über die senkrechte Ablenkung langsamer Elektronen an Gasmolekülen) und folgte ihm an das AEG-Forschungsinstitut in Berlin-Reinickendorf, wo er bis 1941 blieb. Er forschte dort über die Wechselwirkung von langsamen Elektronen und Ionen mit Gasmolekülen und den Durchgang von Teilchenstrahlen durch Materie sowie über Sekundärelektronenemission fester Körper bei Elektronenbestrahlung. Das schlug sich auch später in Artikeln im Handbuch der Physik nieder.
Im Zweiten Weltkrieg diente er als Soldat in Norwegen.
1944 arbeitete er bei Rolf Wideröe in Hamburg an einem Betatron, das im Sommer 1944 in Betrieb ging. Zum Schutz vor Luftangriffen wurde es im März 1945 nach Wrist bei Kellinghusen (Holstein) ausgelagert, wo Kollath die wissenschaftliche Leitung des Projekts übernahm. 1946 kam der Apparat nach Großbritannien, wo Kollath die Messungen bis 1947 weiterführte. 1948 habilitierte er sich in Hamburg und wurde dort wissenschaftlicher Rat und von 1951 bis 1953 außerplanmäßiger Professor. 1953 wurde er außerplanmäßiger Professor für Experimentalphysik in Mainz. Später war er dort Direktor des 2. Physikalischen Instituts und 1957 ordentlicher Professor. 1966 wurde er emeritiert.
Er war im internationalen wissenschaftlichen Austausch aktiv, so im Aufbau von Forschungszentren in Kairo und in der Partneruniversität von Mainz in Bogota, wo er Honorarprofessor war.

## Schriften
- Über die senkrechte Ablenkung langsamer Elektronen an Gasmolekülen, Leipzig, J. A. Barth, 1928.
- mit H. Ehrenberg: Teilchenbeschleuniger, Vieweg 1955, 2. Auflage 1962.

Einige seiner Arbeiten mit Ramsauer sind in Ramsauer: Wirkungsquerschnitt der Edelgase gegenüber langsamen Elektronen, Ostwalds Klassiker 245, Leipzig 1954 (Herausgeber Ernst Brüche), gesammelt.